# Warcq (Ardenes)
Warcq és un municipi francès situat al departament de les Ardenes i a la regió del Gran Est. L'any 2007 tenia 1.328 habitants.

## Demografia

### Població
El 2007 la població de fet de Warcq era de 1.328 persones. Hi havia 526 famílies de les quals 137 eren unipersonals (43 homes vivint sols i 94 dones vivint soles), 185 parelles sense fills, 173 parelles amb fills i 31 famílies monoparentals amb fills.
La població ha evolucionat segons el següent gràfic:
Habitants censats

### Habitatges
El 2007 hi havia 583 habitatges, 530 eren l'habitatge principal de la família, 6 eren segones residències i 47 estaven desocupats. 540 eren cases i 41 eren apartaments. Dels 530 habitatges principals, 412 estaven ocupats pels seus propietaris, 106 estaven llogats i ocupats pels llogaters i 13 estaven cedits a títol gratuït; 2 tenien una cambra, 17 en tenien dues, 47 en tenien tres, 138 en tenien quatre i 326 en tenien cinc o més. 358 habitatges disposaven pel capbaix d'una plaça de pàrquing. A 257 habitatges hi havia un automòbil i a 211 n'hi havia dos o més.

### Piràmide de població
La piràmide de població per edats i sexe el 2009 era:
| Homes | Edats   | Dones |
| ----- | ------- | ----- |
| 0     | 95 o +  | 4     |
| 0     | 90 a 94 | 4     |
| 0     | 85 a 89 | 16    |
| 4     | 80 a 84 | 0     |
| 24    | 75 a 79 | 28    |
| 40    | 70 a 74 | 36    |
| 40    | 65 a 69 | 40    |
| 20    | 60 a 64 | 28    |
| 32    | 55 a 59 | 40    |
| 92    | 50 a 54 | 76    |
| 72    | 45 a 49 | 84    |
| 48    | 40 a 44 | 72    |
| 28    | 35 a 39 | 32    |
| 52    | 30 a 34 | 20    |
| 40    | 25 a 29 | 36    |
| 37    | 20 a 24 | 32    |
| 64    | 15 a 19 | 68    |
| 36    | 10 a 14 | 64    |
| 40    | 5 a 9   | 44    |
| 36    | 0 a 4   | 16    |

## Economia
El 2007 la població en edat de treballar era de 870 persones, 612 eren actives i 258 eren inactives. De les 612 persones actives 544 estaven ocupades (312 homes i 232 dones) i 67 estaven aturades (36 homes i 31 dones). De les 258 persones inactives 92 estaven jubilades, 75 estaven estudiant i 91 estaven classificades com a «altres inactius».

### Ingressos
El 2009 a Warcq hi havia 544 unitats fiscals que integraven 1.310 persones, la mediana anual d'ingressos fiscals per persona era de 19.113 €.

### Activitats econòmiques
Dels 126 establiments que hi havia el 2007, 4 eren d'empreses extractives, 1 d'una empresa alimentària, 11 d'empreses de fabricació d'altres productes industrials, 15 d'empreses de construcció, 43 d'empreses de comerç i reparació d'automòbils, 7 d'empreses de transport, 4 d'empreses d'hostatgeria i restauració, 7 d'empreses financeres, 9 d'empreses immobiliàries, 10 d'empreses de serveis, 12 d'entitats de l'administració pública i 3 d'empreses classificades com a «altres activitats de serveis».
Dels 23 establiments de servei als particulars que hi havia el 2009, 1 era una oficina de correu, 8 tallers de reparació d'automòbils i de material agrícola, 3 paletes, 1 fusteria, 2 lampisteries, 3 electricistes, 2 perruqueries, 1 veterinari, 1 restaurant i 1 agència immobiliària.
Dels 9 establiments comercials que hi havia el 2009, 1 era un hipermercat, 1 una gran superfície de material de bricolatge, 2 fleques, 1 una botiga de roba, 2 botigues d'electrodomèstics, 1 una botiga d'electrodomèstics i 1 una joieria.
L'any 2000 a Warcq hi havia 3 explotacions agrícoles que ocupaven un total de 231 hectàrees.

## Equipaments sanitaris i escolars
L'únic equipament sanitari que hi havia el 2009 era una farmàcia.
El 2009 hi havia 2 escoles elementals.

## Poblacions més properes
El següent diagrama mostra les poblacions més properes.